# Stenhelia magnacaudata
Stenhelia magnacaudata är en kräftdjursart som beskrevs av Albert Monard 1928. Stenhelia magnacaudata ingår i släktet Stenhelia och familjen Diosaccidae. Inga underarter finns listade i Catalogue of Life.